# Axel Werner Kühl
Axel Werner Kühl (Hamburg-Altona, 2 mei 1893 - Verden, 6 juni 1944) was een Duits dominee. Hij was een kopstuk van de kerkstrijd te Lübeck tegen het nationaalsocialisme.

## Biografie
Axel Werner Kühl studeerde evangelische theologie aan de Universiteiten van Halle, Göttingen en Kiel.
In 1922 werd hij dominee te Lübeck. Hij wierf Bruno Grusnick in 1930 aan als cantor. Beiden stelden Hugo Distler als organist aan op aanraden van Günther Ramin.
De nationaalsocialistische senator Hans Böhmcker werd vanaf 1 juni 1933 als commissaris zijn chef.
In 1936 laaide een conflict tussen de nazi getrouwen en Kühl op en bisschop Balzer ontsloeg Kühl en acht anderen.
In januari 1937 verbande de Gestapo hem.
In 1940 werd Kühl als reserveofficier opgeroepen. Hij pleegde in 1944 te Verden zelfmoord.

## Publicaties
- Wolfram von Eschenbach und Martin Luther - Ahnung und Erfüllung in der Geschichte deutscher Seele in: Der Wagen 1931, S. 7-12.
- Von Sonnenwende zur Weihenacht. In: Jahresbriefe des Berneuchener Kreises 1935, S. 16
- Die Jugendgestalt des deutschen Christentums. In: Jahresbriefe des Berneuchener Kreises 1935, S. 115
- Das Bild des Menschen. In: Gottesjahr 1936, S. 41-44